# Guillaume de Chassy
Guillaume de Chassy est un pianiste et compositeur de jazz français né le 26 décembre 1964 à Paris. Il a notamment joué et enregistré avec Paul Motian, Andy Sheppard,  André Minvielle, David Linx, Olivier Ker Ourio, Brigitte Engerer,  Daniel Yvinec, Laurent Naouri, Natalie Dessay et Noëmi Waysfeld. 

## Biographie

### Jeunesse et formation
Guillaume de Chassy grandit dans une famille originaire du Sud-Ouest. Son père, un excellent clarinettiste amateur de jazz Nouvelle-Orléans lui fait écouter dès son plus jeune âge les disques de Louis Armstrong mais également beaucoup de piano comme Rudolf Serkin dans les sonates de Beethoven ou Alfred Brendel dans Schubert... Il commence l'étude du piano à l'âge de 6 ans et, découragé par le conservatoire à l'âge de 15 ans, poursuit en cours particulier. Dès l'âge de 8 ans, Guillaume de Chassy s'essaye à l'improvisation même s'il ne découvre le jazz véritablement qu'à l'âge de 19 ans. Il mène en parallèle des études d'ingénieur en chimie.

### Débuts professionnels
En 1994, Guillaume de Chassy abandonne sa carrière de chimiste pour ne se consacrer qu'à la musique. Il se crée un univers singulier, s'inspirant de ses influences classiques et jazz.  Il collabore avec le chanteur indien Ravi Prasad et forme un duo pour 10 ans  avec la danseuse et chorégraphe flamenca Ana Yerno. En 2000, il crée sa cantate jazz Lunes  avec l'ensemble vocal Les Éléments sous la direction de Joël Suhubiette .
Il enregistre plusieurs albums avec le contrebassiste Daniel Yvinec : Chansons sous les bombes, dont le répertoire est constitué de chansons de l'entre-deux-guerres chantées par André Minvielle. Ce disque est élu Disque d'Émoi Jazz Magazine, Sélection FIP et **** Jazzman. Wonderful So Close, toujours avec Daniel Yvinec, parait en 2005 ; il est élu CHOC Jazzman, Disque d'Émoi Jazz Magazine, Must TSF Jazz, Sélection France Musique. En 2009, il clôt sa trilogie avec Daniel Yvinec par Songs From The last Century, enregistré à New York aux côtés de deux légendes du jazz, le batteur Paul Motian et le chanteur Mark Murphy. Ce disque est également élu Disque d'Émoi Jazz Magazine, Sélection FIP et **** Jazzman.

### Années 2010
En 2012, Il publie Silences avec Thomas Savy à la clarinette et Arnault Cuisinier à la contrebasse. La formation est une lointaine descendante de celle de Jimmy Giuffre avec Steve Swallow et Paul Bley (1961). Le disque a été enregistré dans l'abbaye de Noirlac dans le Cher, qui a orienté le projet vers une musique « chambriste » et intimiste. Le répertoire est principalement constitué de morceaux en hommage à Francis Poulenc, Dmitri Chostakovitch, Sergueï Prokofiev ou Franz Schubert et d'improvisations libres en trio (Silences 1, 2 et 3).
En 2013 sort Traversées, sur lequel Guillaume de Chassy joue un Concerto pour Piano de sa composition. L'Orchestre Dijon Bourgogne, dirigé par Jean-Christophe Cholet (également orchestrateur du Concerto), joue des parties écrites pendant que Guillaume de Chassy improvise au piano. Ce concerto est notamment inspiré de chansons traditionnelles bulgares, et de la Sonate en la mineur D. 537 de Franz Schubert. Le Concerto est dédié à Brigitte Engerer, pianiste « classique » avec laquelle de Chassy a joué pendant 4 ans. De Chassy joue également sur ce disque 8 pièces extraites de Música callada de Federico Mompou.
En 2014, Guillaume de Chassy forme un nouveau trio avec le batteur Christophe Marguet et le saxophoniste britannique Andy Sheppard, d'où émergeront deux albums : Shakespeare Songs (2016) et Letters to Marlene (2018). Il se produit également avec les artistes lyriques Natalie Dessay et Laurent Naouri . Il invite ce dernier pour une création à l’abbaye de Noirlac en compagnie du trio Silences. Le disque Bridges qui en résulte en 2015 présente des mélodies de Hanns Eisler et Sergueï Prokofiev, mêlées à des plages d’improvisation.
À partir de 2016, Guillaume de Chassy remplace pour deux ans le défunt pianiste John Taylor dans le groupe « Nouvelle Vague » de Stéphane Kerecki, avec le batteur Fabrice Moreau et le saxophoniste Emile Parisien. En 2016 toujours, il rencontre la chanteuse Noëmi Waysfeld avec laquelle il commence à explorer le Voyage d’Hiver de Franz Schubert, qui donnera lieu à un spectacle créé en 2018 au Théâtre du Kremlin-Bicêtre et repris en 2020 au théâtre de l'Athénée. Parallèlement, il entame une aventure au long cours pour le spectacle « A Song of Good and Evil » de l’avocat et auteur anglais Philippe Sands, avec le chanteur Laurent Naouri et la comédienne allemande Katja Riemann.
A l'invitation de la Philharmonie de Paris, il se penche également sur le répertoire de la chanteuse Barbara, pour une création en piano solo, enregistrée en 2019, considérée par la critique comme « un hommage délicat et émouvant ».

### Enseignement
Titulaire du certificat d'aptitude (CA) de jazz, il coordonne depuis plusieurs années le département jazz du conservatoire de Tours.

## Discographie
- 1995 : Pour Monk (Mikeli Music)[15]
- 1998 : Ithal avec Ravi Prasad et Philippe Renault (Mikeli Music)
- 1999 : Rimes (Challenge)[16]
- 2002 : Vue du phare (Axolotl / Frémeaux / La Lichère)
- 2003 : Ghost Of A Song, avec Daniel Yvinec (Juste une Trace)
- 2004 : Lunes (Hortus)
- 2004 : Chansons Sous Les Bombes, avec Daniel Yvinec et André Minvielle (Bee Jazz)
- 2005 : Wonderful World, avec Daniel Yvinec (Bee Jazz)
- 2007 : Piano Solo (Bee Jazz)
- 2008 : Faraway So Close (Bee Jazz)
- 2009 : Songs From The Last Century, avec Daniel Yvinec (Bee Jazz)[17]
- 2010 : Pictorial Music (Bee Jazz)[18]
- 2012 : Silences (Bee Jazz)[19]
- 2013 : Traversées (Bee Jazz)[20]
- 2015 : Bridges, avec Arnault Cuisinier, Thomas Savy et Laurent Naouri (Alpha Classics)[21]
- 2016 : Shakespeare Songs, avec Christophe Marguet et Andy Sheppard et la comédienne Kristin Scott-Thomas (Abalone Prod.)[22]
- 2018 : Letters to Marlene, avec Christophe Marguet et Andy Sheppard (NoMadMusic)[23]
- 2018 : Pour Barbara, piano Solo (NoMadMusic)[24]
- 2019 : Round About Mozart, avec Carmen Martinez-Pierret[25]
- 2020 : Un Voyage d'Hiver, avec Noëmi Waysfeld (Klarthe)
- 2021 : L'âme des poètes, avec Élise Caron, Thomas Savy, Arnault Cuisinier (NoMadMusic)